# Rajania porulosa
Rajania porulosa là một loài thực vật có hoa trong họ Dioscoreaceae. Loài này được R.Knuth miêu tả khoa học đầu tiên năm 1917.